# 漕河镇 (蕲春县)

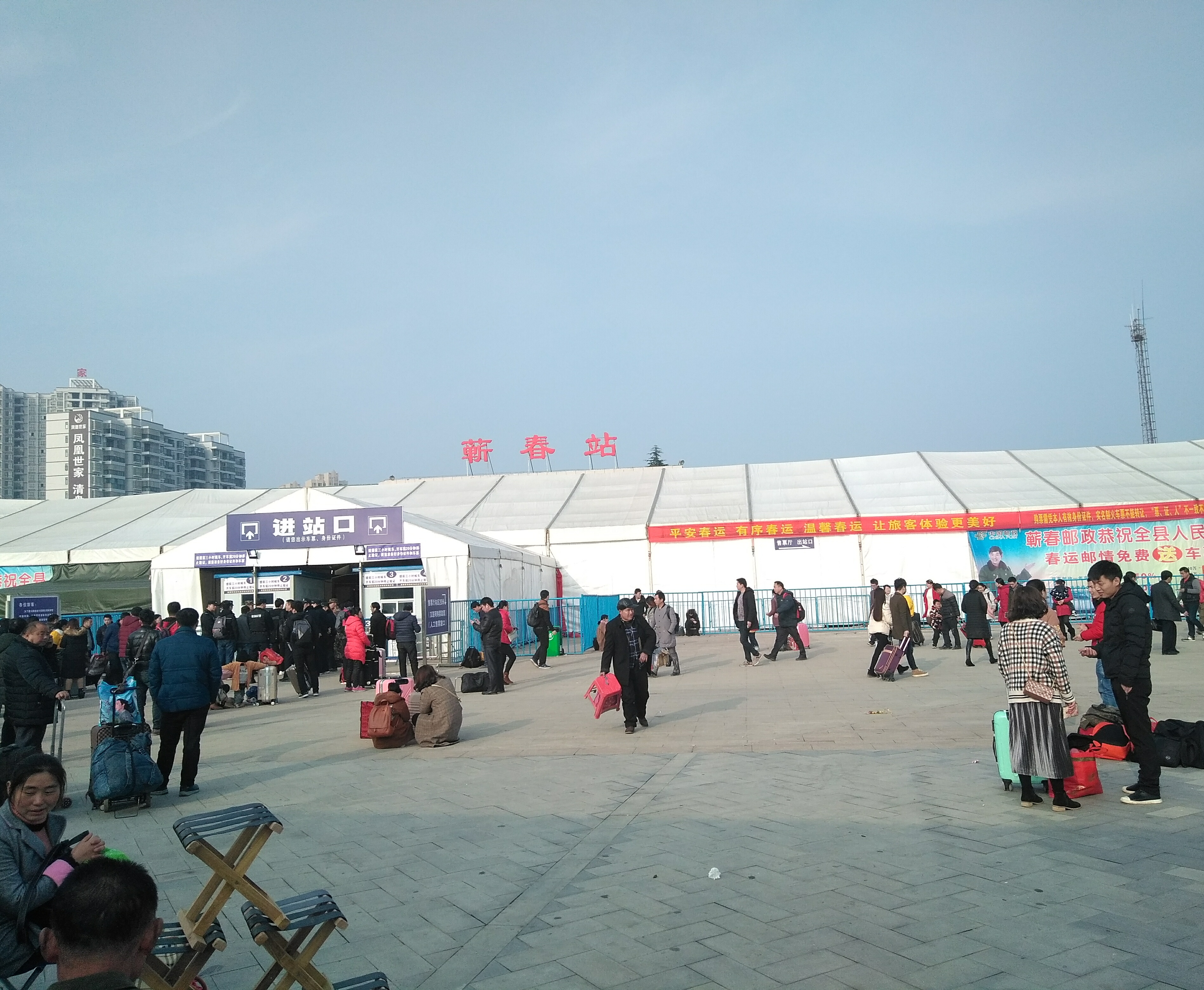
春运期间的蕲春火车站

漕河镇，是中华人民共和国湖北省黄冈市蕲春县下辖的一个乡镇级行政单位。

## 行政区划
漕河镇下辖以下地区：
夏漕社区、南门畈社区、付畈社区、吴庄社区、新建社区、十里畈社区、豁口社区、一居民社区、二居民社区、芝麻山社区、罗州城社区、李咀社区、大河口社区、枫树林社区、六房垸村、高德畈村、高新铺村、长林岗村、夏垸村、团石头村、关河村、瓮门村、刘榜村、冯围村、蔡园头村、何大垸村、八斗地村、杨树畈村、清水河村、杨四岭村、田河村、高山铺村、十里铺村、独山村、上河桥村、严垅村、彭祖村、三马河村、泉水坳村、大路铺村、马骑畈村、梅畈村、上武松村、铁山村、槐树山村、黄婆坳村、黄厂村、飞跃村、大枫树村、马冲村、汪林村、洪祖二村和经济场村。

## 交通
- 京九铁路：蕲春站